# Kráľová pri Senci
Kráľová pri Senci este o comună slovacă, aflată în districtul Senec din regiunea Bratislava. Localitatea se află la altitudinea de 124 m deasupra n.m., se întinde pe o suprafață de 19,91 km2 și în 2017 număra 2.006 locuitori.

## Istoric
Localitatea Kráľová pri Senci este atestată documentar din 1335.

## Demografie
| An:                | 1994 | 2004   | 2014    | 2024    |
| ------------------ | ---- | ------ | ------- | ------- |
| Număr de persoane: | 1395 | 1426   | 1800    | 2308    |
| Diferență:         |      | +2,22% | +26,22% | +28,22% |

| An:                | 2023 | 2024   |
| ------------------ | ---- | ------ |
| Număr de persoane: | 2321 | 2308   |
| Diferență:         |      | −0,56% |